# Les Passeurs de millénaires
Pour les articles homonymes, voir Passeur et Le Passeur (homonymie).
Les Passeurs de millénaires est le sixième et dernier volume de la série spéciale de La Grande Anthologie de la science-fiction.
Ce volume, consacré comme les autres ouvrages de la série spéciale aux auteurs francophones, réunit quatorze nouvelles parues principalement entre 1996 et 2000.
La préface est rédigée par Gérard Klein ; le choix des nouvelles a été opéré par Gérard Klein, Ellen Herzfeld et Dominique Martel ; l'ouvrage a été publié au « Le Livre de poche » no 7265 publié en 2005.
L'image de couverture a été réalisée par Manchu ; elle représente un robot tenant dans sa main une babiole pour touristes, en l'occurrence une boule en verre à l'intérieur de laquelle se trouve un petit robot, sous de la fausse neige.

## Extrait de la préface
Les nouvelles sont précédées d'une courte préface.
« (…) La science-fiction française est en général plus intellectuelle, plus conceptuelle, plus littéraire, que ses sœurs britannique ou américaine. Il y aurait chez les auteurs français comme une difficulté à se représenter l'avenir et une très grande diversité et subtilité dans les façons d'éviter sa rencontre. Ce sixième volume ne fait pas exception. Sur quatorze textes, sept relèvent de l'insolite, du dépaysement littéraire, du doute sur la réalité du réel et de l'uchronie ; trois seulement de la réalité virtuelle et des univers informatiques (et encore tirent-ils vers l'étrange plutôt que vers la prospective) ; et les quatre autres effleurent la réalité sociale, voire religieuse, sur Terre ou sur d'autres planètes. Cette constatation ne préjuge en rien de la qualité intellectuelle et littéraire des textes retenus, qui feront sans le moindre doute encore bonne figure dans cinquante ans (…). Rendez-vous ailleurs et demain, en l'occurrence en 2055. (…) »
— Extrait de la préface, p. 11 et 12

## Liste et résumés des nouvelles

### CHAPO
- Nouvelle de Jean-Pierre Andrevon, parue dans le recueil Manuscrit d'un roman de S.-F. trouvé dans une poubelle, recueil, 1966.
- Situation dans l'anthologie : p. 13 à 37.

### L'Ultime Réalité
- Nouvelle de Jean-Jacques Nguyen, parue dans le recueil Rêves d'Arkham, recueil, 1994 (la nouvelle a été reprise et remaniée dans le recueil Les Visages de Mars, paru en 1998).
- Situation dans l'anthologie : p. 38 à 61.
- Résumé : Olivier Perrin est astrophysicien. Il apprend que son meilleur ami, Jérôme Leverrier, ingénieur au CERN, vient de se tirer une balle dans la tête, lui laissant une lettre d'explications et son ordinateur. Jérôme travaillait sur l'étude des quarks et sur la force nucléaire faible. Dans son courrier, Jérôme annonce à son ami qu'après des décennies de recherche, il a découvert le secret ultime de la matière :
« (…) J'ai remonté ainsi toute la chaîne des quarks, et contemplé le paysage caché derrière cette illusion. Le secret ultime de la nature… Vieux frère, on ne peut pas avoir vu cela et survivre. C'est… atroce ! Crois-moi sur parole. Ce qui se cache derrière le voile des quarks n'est pas destiné à être contemplé par des yeux humains. (…)
Jérôme lui ayant donné son ordinateur ainsi qu'un indice sur le mot de passe permettant l'accès aux fichiers, Olivier ne met pas beaucoup de temps pour découvrir ces fichiers et les compulser. Lançant un logiciel paraissant très important, il voit une animation défiler : Jérôme avait rédigé un programme informatique retraçant le résultat de ses recherches. Et Olivier découvre stupéfait que sous les atomes, sous les quarks, sous les autres constituants infinitésimaux de la matière se cache ce que personne n'attendait, l'entité connue de tous les temps mais tapie dans l'ombre : le Diable et son Enfer.
- Lien externe : « Fiche » sur le site NooSFere.

### Bis
- Nouvelle de Vittorio Frigerio[1], parue dans la revue québécoise Solaris, numéro 118, juillet 1996.
- Situation dans l'anthologie : p. 62 à 89.
- Résumé : Et si l'on fabriquait une machine permettant de se souvenir de ses rêves, de les revivre, de triompher de ses erreurs passées, pour mieux les assumer au réveil ? Et que se passerait-il si un chef d'État transformait cette machine pour visualiser en rêve son futur ?
- Lien externe : « Fiche » sur le site NooSFere.

### Hôtels
- Nouvelle de Sylvie Denis et Francis Valéry, parue dans le recueil Territoires de l'inquiétude, Denoël - collection Présence du Fantastique no 55, 1996.
- Remarque : la nouvelle est de tonalité onirique.
- Situation dans l'anthologie : p. 90 à 105.
- Résumé : Un homme : John ; une femme : Élisabeth. Tous deux se trouvent dans une station balnéaire. Tous les êtres humains, à part eux, sont devenus « organominéraux ». Ils sont les seuls à se déplacer et à vivre. Ils errent, sans but, avec ennui, changeant d'hôtel chaque jour (d'où le titre de la nouvelle). Le lecteur ignore qui ils sont, d'où ils viennent, pourquoi ils ne sont pas comme les autres humains. À la fin de la nouvelle, John et Elisabeth se rencontrent, d'abord avec incrédulité, puis avec joie. Leur solitude est désormais terminée.
- Lien externe : « Fiche » sur le site NooSFere.

### L'Éternité, moins la vie
- Auteur : Jean-Jacques Girardot.
- Publication : revue CyberDreams, numéro 10, avril 1997.
- Remarque : Cette nouvelle est à mettre en relation avec le courant de science-fiction relatif à la conscience robotique.
- Situation dans l'anthologie : p. 106 à 128.
- Résumé : 
  - L'informaticienne Helen Palmer a réussi un exploit technique incroyable : après avoir été touchée par un grave virus ne lui laissant que peu de temps à vivre, elle est parvenue à scanner son esprit au sein du disque dur d'un ordinateur. Le problème est que lorsque les fonctions vitales ont cessé, elle a été déclarée décédée, et que faute d'héritiers, tous ses biens ont été attribués à l'État.
  - L'administrateur général du Laboratoire de recherche qui détient l'ordinateur contenant l'esprit et la mémoire d'Helen fait donc appel à un grand avocat, David Vanden, afin qu'il intente une action en justice aux fins de voir reconnaître la personnalité juridique d'une personne n'ayant plus de corps mais dont la conscience et la personnalité ont été remisées sur un support numérique. L'avocat n'est pas convaincu que cela puisse aboutir à un résultat : cela signifierait changer la notion juridique de « personne », et l'issue (négative) ne fait guère de doute. L'administrateur l'informe également qu'Helen, toutes les 30 heures environ, est « rebootée » : on remet à jour tous les paramètres de personnalité et sa conscience est réenregistrée ; sans cette opération technique, son esprit disparaîtrait totalement.
  - Elle continue ses recherches pour progresser dans la connaissance de la conscience numérisée/robotisée, sachant que si les techniciens omettaient de la rebooter, son esprit mourrait. Face à cette femme qui ne sait pas si le jour qu'elle vit est le dernier, Vanden s'écrie Quel courage !. L'administrateur lui fait alors remarquer qu'il a employé un terme humain pour qualifier une mémoire numérique. Finalement, après réflexion, Vanden répond que le coup est jouable, mais qu'il faut s'y prendre finement : laisser la rumeur circuler, faire appel aux médias, contacter les hommes politiques. Lorsque la société et le monde politique seront mentalement « prêts », les tribunaux seront alors saisis de la question de la personnalité numérique.
- Lien externe : « Fiche » sur le site NooSFere

### La Stratégie du requin
- Auteur : Jean-Claude Dunyach.
- Situation dans l'anthologie : p. 129 à 157.

### La Première Œuvre
- Auteur : Olivier Paquet.
- Publication : revue Galaxies, numéro 14, 1999.
- Situation dans l'anthologie : p. 158 à 190.
- Résumé : 
  - Mathias Jerner est un artiste-peintre mondialement connu pour ses tableaux non figuratifs. Mais Jerner est une intelligence artificielle, qui a été programmée pour peindre, en fonction des commandes des clients et de ses logiciels de création picturale. Tout se déroule sans problème jusqu'au jour où Yui Ninomiya, une journaliste, interviewe Jerner et lui pose quelques questions : parmi toutes les œuvres qu'il a peintes, laquelle préfère-t-il ? laquelle le représenterait au mieux ? qu'est-ce qui le différencie des autres peintres ? qu'est-ce que le « style Jerner » ? Jerner est tout d'abord amusé par ces questions, qu'il ne comprend pas : il répond à des commandes de clients, et si ceux-ci sont satisfaits, tout va bien, non ?
  - Quelques jours après, il se remémore cette conversation, et découvre avec stupeur qu'il ne sait pas y répondre. Est-il un artiste ou un simple exécutant ? En proie à une crise existentielle, il se rend à l'atelier de travail d'un peintre concurrent, Arthur Van Fanel, qui lui est un peintre humain. Jerner voit tout de suite la différence entre le travail de ce peintre et le sien : Van Fanel a le trait moins sûr, les couleurs moins vives, l'abstraction moins osée. Il n'empêche qu'après une conversation avec ce peintre, les questions existentielles de Jerner sont accrues : Van Fanel, lui au moins, crée à partir de rien, et a un style personnel. Jerner se déconnecte alors de ses banques de données, de ses logiciels, et se met en quête de la création de sa grande œuvre personnelle, de sa Première Œuvre (d'où le titre de la nouvelle). Après une période de création intense où il donne le maximum de lui-même, Jerner explose en une gerbe étincelante, gravant la toile de circuits électriques, de mémoire positronique, de câbles, de boulons de son corps robotique. Lorsqu'on le découvre le lendemain, personne ne comprend son geste, et sa secrétaire Daphné hurle en voyant la toile, qu'elle trouve laide et monstrueuse. Yui Ninomiya récupère cette toile et l'expose dans un musée, à l'occasion d'une rétrospective concernant les grands peintres du XXIe siècle.
  - La nouvelle se termine ainsi : « Le bois était meurtri, rainuré. Dans le haut du tableau, on voyait l'empreinte du masque de métal qui avait constitué le visage du peintre Mathias Jerner. L'empeinte était nette, creusant profondément le bois. Chaque segment du masque était visible, chaque muscle artificiel était reproduit de manière parfaite. Le métal avait disparu, remplacé uniquement par sa trace sur le bois. Van Fanel s'approcha du tableau, recula, fit quelques pas de côté, cherchant l'angle le plus approprié. Puis il se retourna vers Yui, totalement bouleversé par ce qu'il voyait. « C'est incroyable, on dirait qu'il sourit !» »
- Lien externe : « Fiche » sur le site NooSFere

### Canards du doute
- Auteur : Philippe Curval.
- Situation dans l'anthologie : p. 191 à 219.
- Intrigue : Dans un monde où les humains sont devenues des zombies de l'intelligence et de la réflexion intellectuelle, certains tombent malades et vont mourir de maladies mentales : leur cerveau, sous-employé, voire inutilisé, tombe malade et meurt. Une seule solution pour tenter de recouvrer la santé, c'est utiliser une drogue puissante : la lecture. Mais trouver des livres est très difficile, depuis que les bibliothèques ont été fermées et qu'on les a détruits à plus de 99 %…

### Le Prix du pardon
- Auteur : Matthieu Walraet[2],[3].
- Publication : Les Vagabonds du rêve, anthologie, 2000.
- Situation dans l'anthologie : p. 220 à 229.
- Résumé : 
  - En 2032, le Vatican vend des Indulgences papales concernant les péchés capitaux. Il existe donc une Bourse des indulgences concernant la luxure, l'envie, la gourmandise, la cupidité, etc., etc., avec des phénomènes de hausse et de baisse des cours, de krachs boursiers, de délits d'initiés. De même qu'il y a le CAC 40 ou le Nasdaq, il existe l'Indice des indulgences qui permet de mesurer les taux de l'offre et de la demande.
  - Changement de registre. Un rendez-vous galant a lieu entre Michaël Filandre et la belle Isa. Ils sont dans un restaurant et commandent le menu. Michaël avoue à la jeune femme qu'il est une IA, une intelligence artificielle. Ne voulant pas déjeuner avec un robot ni le revoir ultérieurement, Isa quitte la table. On apprend alors que ces deux personnes n'étaient pas sur place dans le restaurant, mais par une réalité virtuelle, chacun d'eux étant chez soi.
  - Dernier changement de registre. Le concile œcuménique Vienne II, convoqué à l'initiative du pape Pie XIV, a décidé par la bulle De Machinis que les intelligence artificielles étaient dotées d'âmes. Elles peuvent donc devenir chrétiennes, recevoir le baptême et la communion. Mais n'ayant pas de sexe, elles ne pourront ni se marier ni devenir prêtres. Il existe désormais des modules logiciels permettant de doter les IA de sentiments religieux, et notamment chrétiens.
  - Les trois dernières phrases de la nouvelle sont les suivantes : « Les évêques n'ont pas été insensibles aux conséquences économiques de leur décision. Les IA ne négligent pas le denier du culte, et surtout elles consomment une grande quantité d'indulgences. ».
  - La réaction du porte-parole de l'association Esprit libre est lapidaire : « Nous avons voulu imiter l'intelligence humaine, nous en avons reproduit la bêtise ».
- Lien externe : notice sur le site NooSFere.

### Craqueur
- Auteur : Alain Le Bussy.
- Publication : revue québécoise Imagine…, juin 1996.
- Distinction : la nouvelle a obtenu le Prix Septième Continent en 1996.
- Situation dans l'anthologie : p. 230 à 258.
- Résumé : 
  - On a découvert une exoplanète habitable, que les humains ont décidé de coloniser. Un vaisseau spatial est envoyé vers cette planète, et une première centaine de colons commence à y vivre. Un village en bois est construit. On cultive les champs. On se marie, on s'aime, on a des enfants. Une école est ouverte. Trois ans après, un deuxième vaisseau spatial terrien apparaît. Une autre centaine de colons viennent vivre. Mais au bout de quelques semaines, la zizanie naît entre les colons initiaux et ceux de la seconde vague ; ces derniers se plaignent d'avoir des habitations en bordure du centre du village, et des conflits de voisinage ont lieu. Mais survient alors un événement que nul n'avait prévu : une jeune femme se fait violemment agresser au visage. On pense trouver le coupable en la personne d'un villageois fruste et égoïste, qui est tué par vengeance par un ami de la victime. On constate alors qu'aucune institution n'a été pensée : il n'y a pas de maire, pas de juge, pas de tribunal, pas de prison. Mais pour punir qui, et comment ?
  - Puis des événements bizarres ont lieu : des animaux parqués dans l'enclos sont attaqués mystérieusement, des incendies se déclarent, des traces de pas étranges sont découvertes en bordure du village, etc. Un mythe se crée : un « Craqueur », animal extraterrestre natif de cette planète, attaquerait les colons pour les chasser de son territoire. Une clôture en bois est édifiée autour du village, mais les attaques persistent. Au bout de quelques mois, afin d'augmenter les défenses du village, un barrage est édifié et une mini-centrale électrique est créée, afin d'alimenter en électricité le village et d'installer une barrière électrifiée. Les conflits entre colons disparaissent et tous ont peur de ce Craqueur invisible et menaçant. Finalement, les colons décident de monter une expédition de recherche afin de trouver le Craqueur et le tuer. L'équipe se met en route. À un moment les six membres de l'équipe se divisent en deux trios. L'un des deux trios, mené par Jersy, est alors attaqué par le Craqueur. Le problème est que lorsqu'on lui tire dessus, les balles ne l'atteignent pas. Doué d'une force surhumaine, le Craqueur met hors d'état deux des hommes, sans les tuer ni les blesser sérieusement. Mais Jersy parvient à éviter les attaques du Craqueur, et parvient à l'immobiliser, le plongeant dans une rivière. Désemparé, le Craqueur n'arrive pas à faire face aux coups de Jersy, qui parvient à enfoncer la lame d'un couteau dans la fourrure de l'animal, le blessant grièvement au torse. Soudain, Jersy découvre que la peau-fourrure du Craqueur s'ouvre et qu'il s'agit d'une peau synthétique !
  - Le Craqueur s'adresse à Jersy et lui révèle qu'il est un humain, comme lui, arrivé lors de la seconde vague de colonisation. Il a été chargé par le psychologue du vaisseau de jouer le rôle d'un animal extraterrestre jusqu'à l'arrivée du troisième vaisseau spatial et de créer de léger dégâts, afin que la communauté villageoise se soude autour d'un ennemi commun. Sa grande force n'est pas magique, et résulte de micromachines couplées à des écrans de force. La preuve de sa réussite est que les colons ont cessé de se chamailler entre anciens et nouveaux colons, que des institutions ont été mises en place, qu'un barrage a été édifié afin de créer une barrière électrique, etc. À l'agonie, l'homme déguisé en Craqueur demande alors à Jersy de le cacher des autres membres de l'expédition, afin que le mythe du Craqueur perdure et que sa mort n'ait pas eu lieu en vain. Convaincu par l'homme, Jersy l'emporte dans la forêt et l'enterre. Il décide de se cacher quelques semaines ou quelques mois, et de réapparaître plus tard au village, en indiquant qu'il s'est évadé du repaire de leur ennemi.
- Article connexe : Le Village, film de M. Night Shyamalan.
- Lien externe : « Fiche » sur le site NooSFere.

### Ce qui n'est pas nommé
- Auteur : Roland C. Wagner.
- Publication : revue SFère (numéro 24), 1985 ; republiée dans une version remaniée dans le recueil Musique de l'énergie, éditions Nestiveqnen, 2000.
- Situation dans l'anthologie : p. 259 à 289.
- Résumé : 
  - Sur une lointaine planète, les Shôrs sont des créatures humanoïdes qui vivent en tribus. Hélas, les humains de la Terre, en débarquant sur la planète et en la colonisant, ont relégué les Shôrs dans des terres lointaines et peu fertiles. La démographie des Shôrs a lentement mais sûrement décliné. Il reste néanmoins des rites de passage et des coutumes ancestrales.
  - La nouvelle débute sur un rite de passage que doit subir Laëny. La première moitié de la nouvelle évoque les conditions de vie de ce jeune Shôr, ses espoirs, ses craintes. Il est notamment gêné par le fait que la langue shôr n'a qu'un vocabulaire très réduit, et que cette langue ne lui permet pas d'exprimer ce qu'il aimerait exprimer. La seconde partie du récit est consacrée à l'explication de l'histoire des Shôrs, et au rôle des Siangs, sorte de prêtres ou druides chargés de guider l'évolution spirituelle de la société. On apprend que depuis des générations, les siangs qui se sont succédé ont fait de leur mieux pour supprimer la plus grande partie du vocabulaire originaire, en vertu d'un principe très simple : ce qui n'est pas nommé n'existe pas. À titre d'exemple, le mot indiquant le fait de mentir ayant été supprimé, il n'existe plus la possibilité de dire que quelqu'un a menti. Il reste dans la langue shôr environ 200 mots, sur près de 20 000 mots deux siècles auparavant.
  - On apprend dans les dernières pages de la nouvelle que Laëny est devenu Siang, et qu'il estime que le rôle des siangs est désormais terminé : on a atteint l'étiage minimal de la langue, devenue en tant que telle une langue parfaite.
- Article connexe : Liste des œuvres de Roland C. Wagner
- Lien externe : « Fiche » sur le site NooSFere

### La Fin du big bang
- Auteur : Claude Ecken.
- Distinction : la nouvelle a obtenu le Prix Rosny aîné de la meilleure nouvelle en 2001.
- Situation dans l'anthologie : p. 290 à 358.
- Intrigue : Damien n'est pas comme les autres enfants ; il parle des choses comme s'il les avait déjà connues sous une autre forme, comme s'il en savait plus que n'importe qui sur Terre. Le narrateur explique ainsi que Damien se souvient d'aventures survenues à l'Âge de pierre ou au Moyen Âge, et qu'il a déjà vu son père mourir, ou connaître des frères et sœurs, alors qu'il est fils unique. Damien non plus ne comprend pas ce qu'il se passe. Vers 18 ans, Damien va étudier la physique fondamentale à l'université. Il y rencontre Dieusane Harlé, la bibliothécaire, qui lui révèle qu'elle est « comme lui ». Selon elle, lorsque le Big Bang a eu lieu, les trois dimensions de l'espace ont rapidement évolué et enflé démesurément. Il en est de même de la dimension temporelle. Or il est aisé d'imaginer que dans certaines parties de l'Univers, les dimensions spatiales ne sont pas identiques, par certains détails, aux dimensions spatiales que nous connaissons. C'est pareil pour le temps : il y a plusieurs trames temporelles. Les effets du Big Bang ne sont pas terminés : de même que lorsqu'on jette un caillou à la surface de l'eau, il y a de petites vagues concentriques, l'explosion initiale du Big Bang continue à créer des vagues temporelles. Selon elle, tous deux ont vécu dans d'autres trames temporelles, dont ils ont le malheur de se souvenir. Pourquoi eux et pas les autres ? Elle ne sait l'expliquer. Mais elle pense que d'autres vagues sont à venir les concernant…

### L'Apopis républicain
- Auteur : Ugo Bellagamba.
- Remarques :  Nouvelle uchronique. Le titre fait référence au dieu égyptien antique Apophis, dieu du chaos, représenté sous la forme d'un grand serpent.
- Situation dans l'anthologie : pages 359 à 435.
- Intrigue : Le récit présente une planète Terre dans laquelle Napoléon Bonaparte, après son expédition d'Égypte en 1798, a conquis un vaste empire et n'a pas connu de défaite à la bataille de Waterloo. Son empire domine le monde occidental, et ses héritiers ont perpétué son œuvre, par la création d'une néo-religion fondée sur les dieux égyptiens antiques. L'actuel empereur est Cyprien II Bonaparte. L'histoire commence avec un vaisseau spatial impérial, dirigé par l'héritier du trône, l'Aiglon, qui croise près de la lune Titan, en orbite autour de Saturne. En effet on a découvert des indices laissant penser que les Égyptiens de l’Antiquité avaient été en contact avec une race extraterrestre qui a établi une base sur Titan…

### Nulle part à Liverion
- Auteur : Serge Lehman.
- Publication : Genèses, éditions J'ai lu, no 4279, anthologie, 1996.
- Remarque : La nouvelle a obtenu le Prix Ozone de la meilleure nouvelle de science-fiction francophone en 1997.
- Situation dans l'anthologie : p. 436 à 510.
- Résumé : 
  - Fin du XXIe siècle. Dans cette Terre étrange, les gouvernements légaux ne sont que fétus de paille. Seuls comptent d'énormes conglomérats ou entreprises géantes qui accaparent la Terre, appelées « les Puissances ». Ces entreprises multinationales se sont regroupées en un pôle commun, « l'Instance », vrai maître du monde. L'Instance, par ses satellites d'observation, est capable d'avoir une vision de toute la planète : nul endroit hors d'atteinte de son regard, nul endroit où se cacher… Le héros de la nouvelle, Paul Coray, apprend qu'un homme, Jean-Baptiste Barthélémy-de-Lesseps, il y a environ deux siècles, a trouvé un lieu hors du temps, caché des hommes, qu'il avait appelé « Liverion ». Il apprend aussi que l'Instance a tenté de détruire tous documents concernant cet homme et son œuvre. Mais qu'est-ce que Liverion ? Une réalité, ou un endroit qui n'existe pas, tel l'Utopie de Thomas More ? Il décide de se lancer sur les traces de Liverion, à supposer que cet endroit existe, et sur l'œuvre de De Lesseps.
  - Après une longue recherche, il a un déclic : le terme « Liverion », lu de droite à gauche, donne « Noirevil », soit Noire Vil(le). Remontant la piste de ce terme, il découvre l'ouvrage « Noireville la cité introuvable », essai de Markus Hassberg publié en 2029. En lisant cet ouvrage, Paul apprend que des données géographiques sur lesquelles sont fondées la cartographie moderne remontent au XXe siècle, ou encore au XIXe siècle, voire au XVIIIe siècle ! Des endroits sur la planète ne sont connus que par des relevés topographiques très anciens, repris depuis par les géographes modernes et par les satellites d'observation. Il existe donc sur Terre des zones blanches dont on ignore tout. Hassberg soutient qu'il existe une cité située dans le Caucase, entre Tbilissi et Bakou, cachée de tous. Il donne même ses coordonnées : 40° 81' Nord, 43°55' Est [4].
  - Très secrètement, Paul entreprend de se rendre en cet endroit : soit il ne trouvera qu'herbes et roches, soit il trouvera, qui sait, cette ville occultée et mystérieuse ? Après un long voyage, arrivé sur place, il découvre effectivement Liverion. Il y passe un hiver, puis retourne en France. Il met en ordre ses affaires, prépare sa disparition définitive, et retourne à Livérion pour y vivre le restant de sa vie. La nouvelle se termine par cette citation d'Oscar Wilde : « Une carte du monde qui n'inclurait pas l'Utopie n'est pas digne d'un regard, car elle écarte le seul pays auquel l'humanité sans cesse aborde. »
- Lien externe : « Fiche » sur le site NooSFere.

## Autres chapitres du recueil
- Dictionnaire des auteurs + biographies : pages 511 à 523.
- Table des matières : pages 524-525.
- Index des nouvelles parues dans La Grande Anthologie de la science-fiction : pages 526 à 543.